# إريك ستيفنز
إريك ستيفنز (بالإنجليزية: Erick Stevens)‏ هو مصارع محترف أمريكي، ولد في 12 مارس 1982 في ساراسوتا في الولايات المتحدة.

## وصلات خارجية
- إريك ستيفنز على موقع CageMatch worker (الإنجليزية)
- إريك ستيفنز على موقع قاعدة بيانات المصارعة على الإنترنت (الإنجليزية)

- الموقع الرسمي